# BugMeNot
BugMeNot es un servicio de internet que proporciona nombres de usuario y contraseñas para que los usuarios puedan entrar en una página sin tener que registrarse obligatoriamente, es decir, para que puedan entrar libremente. Fue iniciado en agosto de 2003 por una persona anónima que más tarde resultó ser el Guy King. Esta iniciativa vino a raíz del aumento de sitios web que solicitaban un registro obligatorio para su acceso.

## Uso del servicio
BugMeNot permite a los usuarios añadir nuevas cuentas de los sitios con registro gratuito para poder almacenarlas en su base de datos.
También anima a crear cuentas de correo electrónico falsas para darse de alta en los registros. Sin embargo no se permite añadir cuentas de sitios web de pago ya que esto podría poner a BugMeNot en problemas legales.
Para ayudar a que el acceso a su servicio sea más fácil, BugMeNot alberga una marca que se puede utilizar con cualquier navegador para encontrar automáticamente una cuenta utilizable en su servicio. También acoge extensiones para los navegadores web Mozilla Firefox e Internet Explorer (las extensiones han sido creadas por Eric Hamiter y Dean Wilson respectivamente). Además hay otros buenos usos para BugMeNot, como puede ser BugMeNot widget para Opera, o UserJS scripts junto con los botones, por lo que resulta plenamente un navegador integrado.

## Control
BugMeNot proporciona una opción para que los propietarios de sitios web puedan bloquear su sitio de la base de datos de BugMeNot en caso de que coincidan con uno o varios de los siguientes criterios:
- Sea un sitio de la comunidad donde los usuarios deben registrarse para cambiar el contenido, pero no para verlo.
- El sitio es de pago por visión.
- Existe un riesgo de fraude relacionado con el sitio debido a las cuentas privadas que contienen información financiera.

Wikipedia es un ejemplo de un sitio bloqueado coincidiendo con el primer criterio.

## Cierre temporal y retorno
Casi exactamente un año después de haber sido creado, BugMeNot fue cerrado temporalmente por su proveedor de servicios en ese momento, Hostgator. El creador afirmó que fue presionado por el cierre de sitios web, aunque Hostgator alego que BugMeNot fue chocando repetidamente con sus servidores. El dominio BugMeNot fue trasladado brevemente a otra empresa de alojamiento, dissidenthosting.com, pero antes de que el sitio web fuera creado, comenzó a redirigir a los visitantes a páginas web pertenecientes a racistas o grupos fascistas, sin el conocimiento o consentimiento del propietario del sitio. BugMeNot se trasladó de nuevo, esta vez a NearlyFreeSpeech.NET.

## Servicio
- Los operadores de BugMeNot ampliaron el "MeNot" en octubre de 2006 con la adición de RetailMeNot, un servicio para encontrar y compartir los códigos de cupones en línea.
- Más tarde, en noviembre de 2007 comenzaron a ofrecer sus propios servicios de correo electrónico, BugMeNot correo electrónico, un nuevo servicio de correo.
- En enero de 2008 se dio a conocer PdfMeNot, que convierte automáticamente archivos PDF a Flash.
- En abril de 2008 lanzaron CushyCMS, que acogió solución a CMS.